# Richard Harris Barham
Richard Harris Barham, noto anche con lo pseudonimo di Thomas Ingoldsby (Canterbury, 1788 – Londra, 1845), è stato uno scrittore britannico.

## Biografia
Dal 1837 al 1847, si avvicino alla letteratura pubblicando sulla Bentley's Miscellany e su The New Monthly Magazine, le Leggende di Ingoldsby, poemi umoristici che riscossero un notevole successo, scritti in un inglese dalla stravagante ortografia pseudo-medievale, mettendo in ridicolo superstizioni, manie cittadine, e leggende medievali, con una vivacità d'inventiva e un'agilità di linguaggio da anticipatore del nonsense di Edward Lear e Lewis Carroll.
L'autore ricevette accuse di irriverenza, di aver criticato il Movimento di Oxford con armi sleali, di essere venuto meno alla dignità del suo ministero, però l'opera risulta ancora oggi piacevole.
Barham scrisse anche il romanzo My Cousin Nicholas (1841) e una famosa parodia di The Burial of Sir John Moore, dell'irlandese Charles Wolfe.